# Kalanchoe delagoensis
Kalanchoe delagoensis ((Eckl. & Zeyh.) Druce, 1837) è una pianta succulenta appartenente alla famiglia delle Crassulaceae, endemica del Madagascar.

## Descrizione

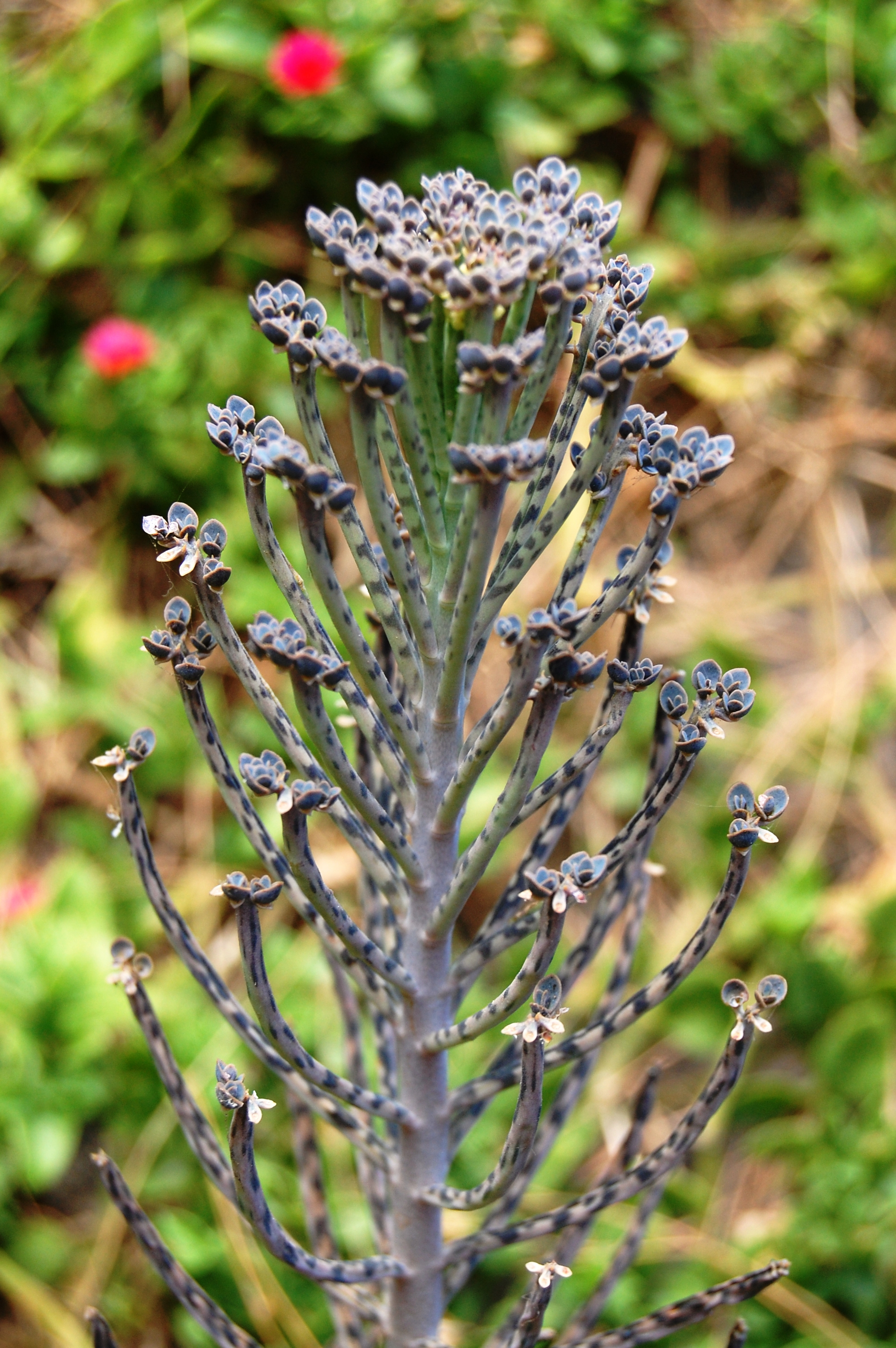
Habitus
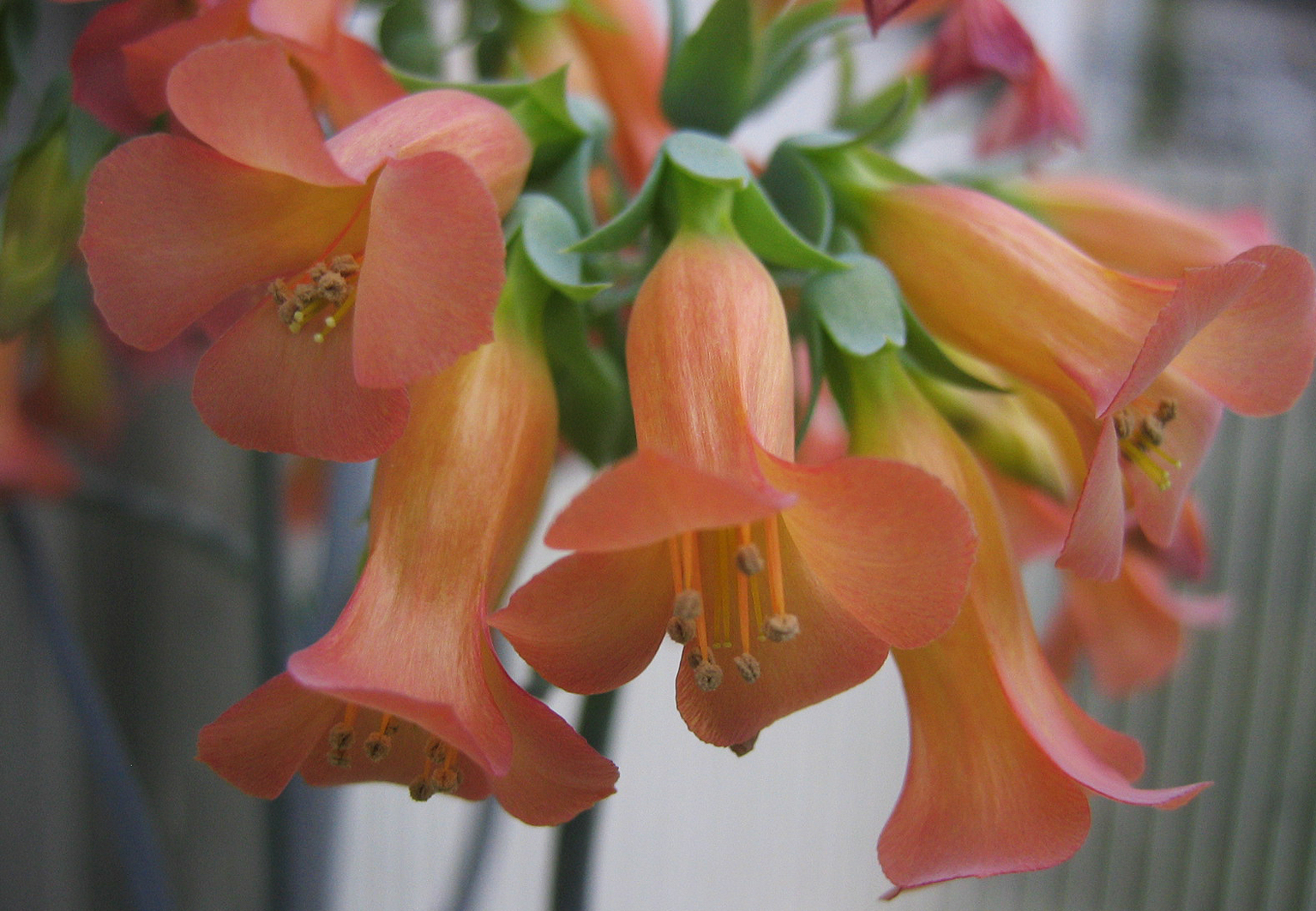
Fiori
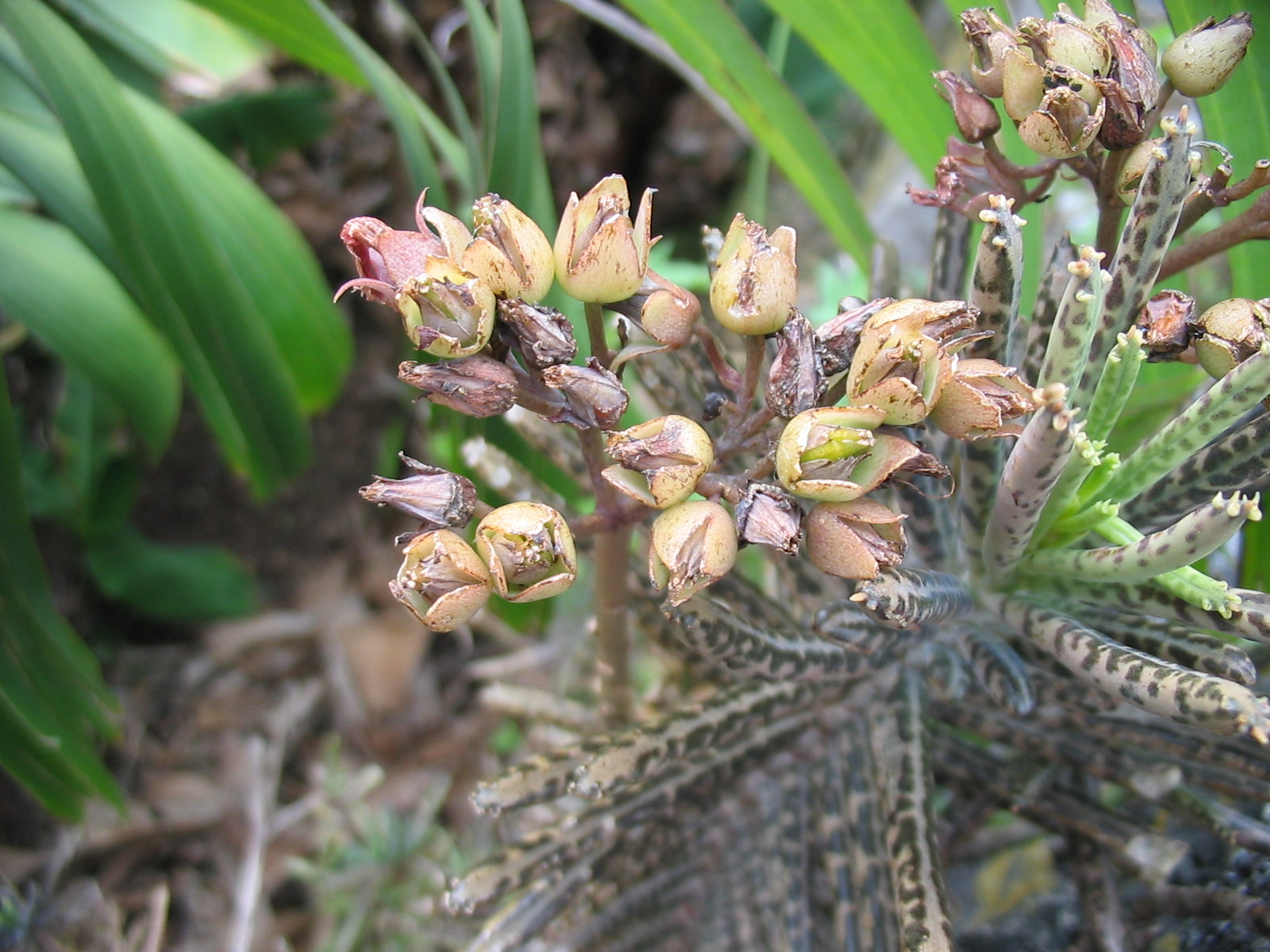
Frutti

## Propagazione
Come in alcune altre specie di Kalanchoe la pianta produce propaguli sotto forma di gemme sulle foglie, i quali, staccandosi, danno vita ad altre piante.
K. delagoensis è una specie brevidiurna e quindi fiorisce in autunno o inverno.

## Distribuzione e habitat
La specie è nativa del Madagascar ma a causa della sua popolarità come pianta ornamentale si è ampiamente diffusa al di fuori del suo areale di origine, naturalizzandosi in svariati paesi. Si è rivelata una specie altamente invasiva a causa della sua facilità di propagazione, dato l'elevato numero di propaguli che produce, risultando inoltre tossica per il bestiame.